# Geocaryum capillifolium
Geocaryum capillifolium là một loài thực vật có hoa trong họ Hoa tán. Loài này được (Guss.) Coss. mô tả khoa học đầu tiên năm 1851.